# Agrias extrema
Agrias extrema är en fjärilsart som beskrevs av Peter William Michael 1927. Agrias extrema ingår i släktet Agrias och familjen praktfjärilar. Inga underarter finns listade i Catalogue of Life.